# Katastrofa lotu TANS Perú 204
Katastrofa lotu TANS Perú 204 wydarzyła się 23 sierpnia 2005 roku o godzinie 15:09 w Pucallpie w Peru. W wyniku katastrofy samolotu Boeing 737-200 (nr rej. OB-1809-P) linii TANS Perú lecącego z Limy do Pucallpy zginęło 40 osób, a 58 zostało rannych (początkowo dane te były sprzeczne).
Do dziś nie są znane przyczyny katastrofy. Według zeznań pasażerów, którzy przeżyli katastrofę – na kilka chwil przed zderzeniem z ziemią samolot wpadł w silne turbulencje. Podejrzewa się również, że przyczyną mogły być złe warunki atmosferyczne – gdy samolot zbliżał się do Pucallpy wpadł w silną burzę, której towarzyszyło gradobicie.
Katastrofa lotu TANS Perú 204 była przedostatnią, do której doszło w sierpniu 2005 roku (tzw. „czarny sierpień”). Tylko podczas tego miesiąca zginęło łącznie 487 osób w pięciu katastrofach lotniczych.

## Narodowości pasażerów i załogi
| Kraj              | Pasażerowie | Załoga | Razem |
| ----------------- | ----------- | ------ | ----- |
| Peru              | 73          | 7      | 80    |
| Stany Zjednoczone | 11          | –      | 11    |
| Włochy            | 4           | –      | 4     |
| Australia         | 1           | –      | 1     |
| Hiszpania         | 1           | –      | 1     |
| Kolumbia          | 1           | –      | 1     |
| Razem             | 91          | 7      | 98    |

## Czarny sierpień
Katastrofa ta to część serii znanej jako „czarny sierpień” – okresu w historii lotnictwa (od 2 sierpnia do 5 września 2005 roku), podczas którego wydarzyła się niespotykana dotąd liczba sześciu poważnych katastrof lotniczych. W tym: katastrofa lotu Air France 358, katastrofa lotu Tuninter 1153, katastrofa lotu Helios Airways 522, katastrofa lotu West Caribbean Airways 708, katastrofa lotu TANS Perú 204 i katastrofa lotu Mandala Airlines 091. Podczas „czarnego sierpnia” zginęło łącznie 487 ludzi.